# Ahmad al-Abbas
Ahmad al-Abbas, död 1659, var regerande sultan av Marocko mellan 1655 och 1659. Han tillhörde saadiernas dynasti.